# Pablo Auladell
 (novembre 2018).
Si vous disposez d'ouvrages ou d'articles de référence ou si vous connaissez des sites web de qualité traitant du thème abordé ici, merci de compléter l'article en donnant les références utiles à sa vérifiabilité et en les liant à la section « Notes et références ».
Pablo Auladell est un illustrateur et auteur de bande dessinée espagnol, né à Alicante en 1972.

## Biographie
Il commence sa carrière professionnelle comme auteur avec El camino del titiritero et La Tour Blanche. Parallèlement, il développe aussi ses activités d'illustrateur. Dans le champ de la littérature de jeunesse, il collabore avec l'écrivain Pablo Albo, avec qui il réalise Mar de sábanas (Premier prix au Concours International d'Album Illustré Ville d'Alicante 2003[réf. souhaitée]). En outre, il illustre divers récits du Bois des Rêves (El Bosque de los Sueños, Antonio Rodríguez Almodóvar, 2004) et un des volumes des Contes complets d'Hans Christian Andersen (2004). Il remporte le prix national de Littérature Enfantine et Juvénile en 2008 comme illustrateur de Lo último que queda es el amor, d'Agustín Fernández Paz[réf. souhaitée].
Il est sélectionné pour l'exposition Ilustrísimos qui a représenté l'Espagne à la Foire de Bologne, et il obtient le deuxième prix national d'illustration (es) en 2005[réf. souhaitée]. Cette même année a vu la publication d'une de ses bandes dessinées dans l'ouvrage collectif Lanza en astillero (es).
Il obtient le prix national de bande dessinée en 2000[Lequel ?].
En 2012, Alas y olas écrit par Pablo Albo et illustré par Pablo Auladell, obtient le prix national d'Édition[réf. souhaitée] (Premio Nacional de Edición) du Ministère de Culture.
En 2012, Auladell adapte en bande dessinée Le Paradis perdu de John Milton, dans la revue Huacanamo. La reprise en album de cette histoire lui vaut le Prix national de la bande dessinée 2016, l'un des prix de bande dessinée le plus doté au monde[réf. souhaitée].
Parmi ses récentes publications figurent La feria abandonada avec des textes de Pablo Auladell, Rafa Burgos et Julián López Medina.

## Œuvres traduites en français
- La Tour blanche, Actes Sud - coll. « L'An 2 », 2010. Traduction de Benoît Mitaine.  (ISBN 978-2-7427-9260-3)
- Je suis mon rêve (Soy mi sueno, Edicions de Ponent, 2008) scénario de, Felipe H. Cava, dessins de Pablo Auladell. Traduction de Benoît Mitaine. Les Impressions Nouvelles - coll. « Traverses », 2012  (ISBN 978-2-87449-127-6)[1]
- Le Paradis Perdu de John Milton, Actes Sud - coll. « L'An 2 », 2015.  (ISBN 978-2-330-04776-4)